# Chalinolobus picatus
Chalinolobus picatus is een vleermuis uit het geslacht Chalinolobus die voorkomt in het midden van oostelijk Australië: Zuid-Queensland, Noordoost-Zuid-Australië en West-New South Wales. Daar leeft het dier in bossen, open bos en struiklandschappen. Het dier slaapt in grotten, mijnen, boomholtes en soms gebouwen. In de lente worden twee jongen geboren.
Deze soort lijkt op C. dwyeri, maar is kleiner en heeft kleinere oren. De kop-romplengte bedraagt 45 tot 49 mm, de staartlengte 29 tot 42 mm, de voorarmlengte 32 tot 36 mm, de oorlengte 8,6 tot 11 mm en het gewicht 4,3 tot 7,1 g.
Chalinolobus dwyeri · Chalinolobus gouldii · Chalinolobus morio · Chalinolobus neocaledonicus · Chalinolobus nigrogriseus · Chalinolobus picatus · Chalinolobus tuberculatus